# ديفيد إس. ألبيرتس
ديفيد إس. ألبيرتس (بالإنجليزية: David S. Alberts)‏ هو مؤلف أمريكي، ولد في 1942.